# Doctor Who: Original Television Soundtrack - Saison 8
Albums de Murray Gold
Doctor Who:
Series 9
(2018)
Doctor Who: Series 8 est un album de musique de scène sorti le 18 mai 2015, qui a été utilisé au cours de la saison 8 de la série télévisée de science-fiction Doctor Who. La musique a été composée par Murray Gold et orchestrée par Ben Foster, son collaborateur, avec qui il avait déjà travaillé sur les films Alien Autopsy, I Want Candy ainsi que Joyeuses Funérailles. Cet album a été sorti par la maison de disques "Silva Screen Records", qui avait déjà sorti d'autres albums pour Doctor Who, en collaboration avec le "BBC Radiophonic Workshop". 

## Liste des pistes audio

### Disque n°1
| N°    | Titre original                 | Utilisée dans           | Durée |
| ----- | ------------------------------ | ----------------------- | ----- |
| 1     | Doctor Who Theme Series 8      | Toute la saison         | 1:17  |
| 2     | A Good Man (Twelve's Theme)    | Toute la saison         | 7:34  |
| 3     | Something It Ate               | En Apnée                | 2:40  |
| 4     | Concussed                      | En Apnée                | 3:28  |
| 5     | It's Still Him                 | En Apnée                | 1:59  |
| 6     | Pudding Brains                 | En Apnée                | 5:27  |
| 7     | Breath                         | En Apnée                | 4:45  |
| 8     | Hello, Hello                   | En Apnée                | 3:16  |
| 9     | A Drink First                  | En Apnée                | 2:01  |
| 10    | Missy's Theme                  | Toute la saison         | 1:34  |
| 11    | Aristotle, We Have Been Hit!   | Dans le Ventre du Dalek | 0:59  |
| 12    | We're Still Going To Kill You  | Dans le Ventre du Dalek | 3:56  |
| 13    | Tell Me, Am I A Good Man?      | Dans le Ventre du Dalek | 4:03  |
| Bonus | Blue Rescue One                | Dans le Ventre du Dalek | 1:38  |
| 14    | What Difference, A Good Dalek? | Dans le Ventre du Dalek | 3:32  |
| 15    | The Truth About The Daleks     | Dans le Ventre du Dalek | 2:08  |
| Bonus | You Are A Good Dalek           | Dans le Ventre du Dalek | 1:48  |
| 16    | Old Fashioned Hero             | Robot des Bois          | 2:16  |
| 17    | This Is My Spoon               | Robot des Bois          | 2:07  |
| 18    | Robert, Earl of Loxley         | Robot des Bois          | 1:59  |
| 19    | The Legend of Robin Hood       | Robot des Bois          | 2:18  |
| 20    | Robin of Sherwood              | Robot des Bois          | 3:15  |
| 21    | The Golden Arrow               | Robot des Bois          | 1:37  |
| 22    | Listen                         | Jamais Seul             | 2:24  |
| 23    | Rupert Pink                    | Jamais Seul             | 3:57  |
| 24    | Fear                           | Jamais Seul             | 2:47  |

### Disque n°2
| N°    | Titre original                                   | Utilisée dans                   | Durée |
| ----- | ------------------------------------------------ | ------------------------------- | ----- |
| 1     | The Architect                                    | Braquage Temporel               | 1:27  |
| 2     | Rob The Bank                                     | Braquage Temporel               | 0:58  |
| 3     | Account Closed                                   | Braquage Temporel               | 2:09  |
| 4     | Open Up                                          | Braquage Temporel               | 2:07  |
| 5     | The Caretaker                                    | Le Gardien                      | 5:16  |
| Bonus | Hello Earth, We Have A Terrible Decision To Make | La Première Femme sur la Lune   | 0:54  |
| 6     | Are You Going To Shoot Me?                       | La Première Femme sur la Lune   | 1:57  |
| Bonus | They've Been Here The Whole Time                 | La Première Femme sur la Lune   | 2:48  |
| 7     | When I Say Run…                                  | La Première Femme sur la Lune   | 1:46  |
| 8     | That Is The Moon                                 | La Première Femme sur la Lune   | 2:01  |
| 9     | NASA That Way                                    | La Première Femme sur la Lune   | 0:59  |
| 10    | Start The Clock                                  | La Momie de l'Orient-Express    | 1:33  |
| Bonus | Don't Stop Me Now (ft. Foxes)                    | La Momie de l'Orient-Express    | 3:21  |
| Bonus | Don't Stop Me Now (Instrumental)                 | La Momie de l'Orient-Express    | 3:21  |
| 11    | There's That Smile                               | La Momie de l'Orient-Express    | 2:24  |
| 12    | The Sarcophagus Opens                            | La Momie de l'Orient-Express    | 3:59  |
| 13    | The Artefact                                     | La Momie de l'Orient-Express    | 2:05  |
| 14    | Study Our Own Demise                             | La Momie de l'Orient-Express    | 2:12  |
| 15    | Not Knowing                                      | À Plat                          | 3:01  |
| 16    | Siege Mode                                       | À Plat                          | 1:26  |
| 17    | In The Woods                                     | Promenons-Nous dans les Bois... | 2:21  |
| 18    | We Weren't Asleep That Long                      | Promenons-Nous dans les Bois... | 1:03  |
| 19    | Forgetting                                       | Promenons-Nous dans les Bois... | 1:64  |
| 20    | The Song of Danny and Clara                      | La Nécrosphère                  | 2:40  |
| 21    | Throw Away The Key                               | La Nécrosphère                  | 4:15  |
| 22    | Browsing                                         | La Nécrosphère                  | 2:22  |
| 23    | They Walk Among Us                               | La Nécrosphère                  | 2:20  |
| 24    | Missy And Her Boys                               | Mort au Paradis                 | 1:18  |
| 25    | A Good Man, An Incredible Liar                   | Mort au Paradis                 | 1:36  |
| 26    | Freefall                                         | Mort au Paradis                 | 1:40  |
| 27    | I Need To Know                                   | Mort au Paradis                 | 5:00  |
| 28    | Missy's Theme (Extended)                         | Mort au Paradis                 | 2:06  |
| 29    | Missy's Gift                                     | Mort au Paradis                 | 2:03  |
| 30    | The Majestic Tale (of An Idiot With a Box)       | Mort au Paradis                 | 2:22  |